# Schlesiske opstande
De Schlesiske opstande var tre opstande mellem 1919 og 1921, hvor polakker og polsk schlesiske forsøgte at få Øvre Schlesien overført til den nystiftede anden polske republik, bekæmpede tysk politi og paramilitære styrker, som forsøgte at beholde området som en del af den nye tyske stat grundlagt efter 1. verdenskrig. Oprørene støttedes ikke militært af den polske stat, som da befandt sig i krig mod Russiske SFSR.
- Første opstand varede fra den 16. til den 26. august 1919 og blev knust af Schwarze Reichswehr.
- Anden opstand varede fra den 19. til den 25. august 1920.
- Tredje opstand varede fra den 2. maj til den 21. juli 1921.[1]

Striden blev afgjort ved en aftale i Folkeforbundet i november 1921, der sikrede fred i området indtil 2. verdenskrig (se Folkeforbundet#Øvre Schlesien).